# BioShock Infinite
『BioShock Infinite』（バイオショック インフィニット）はアメリカのゲーム開発会社、Irrational Games（イラショナル・ゲームズ）によって開発されたファーストパーソン・シューティングゲーム形式のアクションロールプレイングゲーム。
前作、及び前々作の海底都市ラプチャーに対し、今作の舞台は空に浮かぶ都市コロンビア。時代も1960年代から産業革命全盛期の1912年へと移り、時代設定変更と併せてスチームパンク要素も取り入れられている。また、この時代にありがちな資本家と労働者の対立という社会背景も、今作の重要なテーマとなっている。
その他、以前のシリーズ作品との大きな違いは､「主人公が喋る」ことと「連れ歩く相棒がいる」こと。そして何よりも「舞台となる都市が荒廃しておらず、今もなお住人が（表面的には）平和に暮らしている」という事である。
追加コンテンツとして、『クラッシュ・イン・クラウド』、『ベリアル・アット・シー EPISODE』がある。

## あらすじ
舞台は1912年、凄惨な過去と借金を背負い荒れ果てていた主人公 ブッカー・デュイットは、ある男から「少女を連れ戻せば借金を帳消しにする」という依頼を受け、遥か大空に浮かぶ天空独立都市・コロンビアを訪れる。
コロンビアの支配者である「預言者」カムストックから「偽りの羊飼い」呼ばわりされ、警察に追い回されるブッカーは、奇妙な塔に監禁されていた少女 エリザベスと出会う。エリザベスが持っている不可思議な力「ティア」は異世界の物を取り寄せることができ、それが原因で監禁されていたらしい。
ブッカーが善意のために救おうとしているのではなく、借金のために自分を売り渡そうとしていることを知ったエリザベスは、ブッカーを罵倒して逃げようとするが、コロンビアから逃げるという共通目的のために和解する。その後、エリザベスのティアによって開かれた「異なる並行世界」を渡り歩いていくうちに、次第に平和であった天空都市コロンビアは異質な世界へと変貌していく。
カムストックの飛行船「ファーストレディー号」を奪って、ブッカー達はコロンビアからの脱出を図ろうとするが、エリザベスを守ろうとする守護鳥「ソングバード」の圧倒的な力によって阻まれ、飛行船を落とされてしまう。ソングバードを無力化するため、ソングバードを操る「笛」を手に入れようとする。
やがて、カムストックは科学技術のために急激な高齢化に伴なって「無精子症」になっており、「エリザベスはカムストックの実の娘ではないこと」が判明する。
はたして、コロンビアとは何なのか？ カムストックはなぜ自分とエリザベスを狙うのか？エリザベスの持つ謎の力「ティア」とは？
すべてに翻弄されながらも、ブッカーはエリザベスを連れてコロンビアからの脱出を図る。

## 登場人物

### 主人公とヒロイン
ブッカー・デュイット（Booker DeWitt）
英語版声優：トロイ・ベイカー / 日本語版声優：藤原啓治
本作の主人公。1874年4月29日生まれ。ゲーム本編開始時（1912年）は38歳。身長185cm、体重75kg。 アメリカ陸軍第7騎兵連隊の退役軍人であり元ピンカートン探偵社所属探偵。右手の甲に「AD」と刻まれた刺青がある。妻を出産で亡くして以来酒とギャンブルに溺れて多額の借金を抱えており、”返済の最後のチャンス” との触れ込みで舞い込んだエリザベス救出依頼を引き受け、コロンビアを訪れる。
かつては騎兵隊としてウーンデッド・ニーの虐殺に加わり、先住民の頭皮を剥いで回るなどの数々の凶行を行っていた。現在はその過去を恥じているものの、心の内には強い残虐性が秘められている。
真相
1892年（18歳の時）に、カムストック（並行世界のブッカー自身）より「娘を譲り受けたい」という申し出があり、ブッカーは借金の形にアンナを手放してしまう。その贖罪のためか、「AD」つまりアンナ・デュイットの焼印を右手の甲に押しており、その後のブッカーは本編の1912年までの20年間、失意の日々を過ごしている。
1912年に、カムストックの野望阻止を目論むルーテス兄妹によって、コロンビアに送り込まれることになる。実は、ゲーム開始時までに121回にわたって救出に失敗しており、灯台での鐘の回数がそれを表している。
ゲーム終盤に移動する並行世界において、エリザベスを救出するためにスレート及びヴォックス・ポピュライと共闘することになる。英雄ホールを焼き払うといった英雄的な活躍を繰り広げるが、ブッカー自身は同年7月14日に戦死している。これらの結果、死後フィッツロイにより英雄として祭り上げられ、ヴォックスは武装蜂起を行うまでに勢いづく結果となる。
ラスト
ゲーム本編において、ブッカーはルーテス兄弟と未来のエリザベスの助けもあって、カムストックからエリザベスを救出して、ソングバードを使ってモニュメントアイランドのサイフォンを破壊することで、エリザベスの力を解放することに成功する。
しかし、その結果として「自分が別の世界から連れてこられた存在であること」「娘のアンナをカムストックに売り渡したこと」、そして「カムストックがいる限りアンナの悲劇が終わらない」という真実を突き付けられる。ブッカーはカムストックの抹殺を決意するが、残された最後の真実「洗礼を受け入れた自分こそがカムストックであること」に気がつく。
エリザベスのティアにより洗礼を受け入れるブッカーと、カムストック殺害を決意したブッカー、２つの異なる記憶が混在する中で、実の娘であるエリザベス"達"の手によって洗礼の川の中に沈められ、その生涯を閉じることで、カムストックが生まれない世界を実現したところで物語は幕を閉じる。
エリザベス（Elizabeth）
英語版声優：コートニー・ドレイパー / 日本語版声優：沢城みゆき
本作のヒロイン。幼少の頃からコロンビアに幽閉されている少女。年齢は20歳。「ティア」（Tear、ここでは涙ではなく「裂け目」の意）と呼ばれる並行世界へ通じる裂け目を開く力を持つ。右小指の指先を欠損しており、常に義指を装着する。
物心ついた時からゲーム中ブッカーに出会うまで厳重に監禁されていた為、世間知らずな面が目立つ。しかし本による知識は豊富で、芯の強い一面も見せる。
エリザベスがパートナーとして近くに居る場合、平常時にはコイン、戦闘時には弾薬やライフキットやソルトを補助してくれる。また、ロックピックを持っているとカギの錠前を開いてくれる。
真相
実は、ブッカーの実の娘であり、本名はアンナ・デュイット。
未来予知装置の多用により、無精子症になったカムストック（並行世界のブッカー自身）によって、自身が洗礼を受けなかった並行世界から連れさられた後継者である。
その際のいざこざによって、小指を元の世界に切り落としてしまい、二つの世界に跨って存在することになった。これにより「ティア」を装置なしで操作する能力を得ることになる。
発育に伴ってティア能力が急激に増大したが、抑制フィールドを発生させる塔「サイフォン」により能力の使用を妨げられており、その場に存在する裂け目を広げること（ティア）しかできなくなっていた。ストーリー終盤において、サイフォンを破壊したことで本来のティア能力を取り戻し、平行世界の状況を把握したり時空を好きなように移動できるようになる。

### カムストック夫妻
ザッカリー・ヘイル・カムストック（Zachary Hale Comstock）
英語版声優：キフ・ヴァンデンホイベル / 日本語版声優：菅生隆之
市民から預言者と称される、アメリカ例外主義を過激な行為で実践するコロンビアの指導者。どこからか手にした時代を遥かに超越した科学技術を用い、自身の思想の結晶とすべく空中浮遊都市コロンビアを建設した。アメリカ本国とは独立した立場をとっている。市街中には宗教的な域に達した思想テキストを、様々な形態のプロパガンダとして散りばめている。
エリザベスを連れ去ろうとするブッカーを「偽りの羊飼い」と呼び、警察等の保守勢力「ファウンダーズ」を差し向ける。
真相
その正体は、並行世界において過去の虐殺の罪を洗い流すために洗礼を受け、名前を変えた「ブッカー・デュイット本人」である。優れた量子物理学者であるロザリンド・ルーテスを援助し、並行世界と接触できる次元の裂け目「ティア」を作り出す装置「ルーテス装置」を造らせる。そこから得た科学技術でアメリカ本国からも独立した空中都市「コロンビア」を創り上げた。
装置の影響で、38歳でありながら急激な老化をしており、同時に無精子症になってしまい後継者を得ることができないことから、ティアを使って過去の自分の娘であるアンナ・デュイットを奪い取り、エリザベスとして育てる。本編中ではすでに、エリザベスの能力を抑制するための装置「サイフォン」の影響によって癌を患っており、余命幾ばくもない状態だった。
カムストック夫人
英語版声優：ローラ・ベイリー
カムストックの妻で、エリザベスの継母。
ゲーム開始時には既に故人であり、カムストック・ハウスの近くの墓地に厳かに埋葬されている。
コロンビアの住民達からは「貴婦人の鏡」､「聖母」と称され尊敬されているが、その裏では夫の思想に疑念を抱き、義娘のエリザベスの能力にも嫌悪感を持っていた。

### ルーテス兄妹
ロザリンド・ルーテス（Rosalind Lutece）
英語版声優：ジェニファー・ヘイル /日本語版声優：田村たがめ
量子力学を研究する物理学者の女性。カムストックの資金援助によりコロンビアを浮遊させる為の装置やティアの研究を行っていた。劇中ではブッカーの行く先々に双子の兄ロバートと共に現れ、その度に遠回しな助言を与える。
ロバート・ルーテス（Robert Lutece）
英語版声優：オリバー・ベイカー /日本語版声優：宮崎吐夢
ロザリンドの双子の兄。彼も物理学者である。二人のルーテスは英語版においてはイギリス英語で喋っており、日本版でも他の登場人物とやや違った発音で喋る。

### コロンビアの住人たち
デイジー・フィッツロイ（Daisy Fitzroy）
英語版声優：キンバリー・ブルックス /日本語版声優：朴璐美
反体制武装勢力「ヴォックス・ポピュライ」の首魁である黒人女性。元はカムストックの私邸で働く掃除婦だった。ザッカリーによりカムストック夫人殺害の濡れ衣を着せられた事をきっかけに脱走しヴォックス・ポピュライを組織、以降はコロンビアにおいて差別を受けている黒人・アイルランド人・先住民などを煽動し、体制転覆を画策するようになる。
兵士たちに平等主義的な演説を投げかける反面、目的のためには相手や手段を選ばない残酷な一面がある。
ジェレミア・フィンク（Jeremiah Fink）
英語版声優： ビル・ロブリー /日本語版声優：速水奨
自動販売機やビガーや機械仕掛けの馬などの様々な先進技術を駆使した製品を開発・販売する「フィンク・インダストリー」の社長。カムストックの後援を受けている代わりに、様々な汚れ仕事を引き受けている。
過去作に登場した海底都市「ラプチャー」の技術をティアを通じて垣間見ており、それがソングバードやビガーの開発に繋がった事が劇中で示唆されている 。
コーネリアス・スレート
英語版声優： /日本語版声優：飛田展男
初老の軍人で、一部のコロンビア市民からは英雄と目されている。かつてウーンデッド・ニーの虐殺でブッカーとともに虐殺に参加した後、義和団の乱で北京の制圧に参加した。コロンビアについた後、カムストックに陶酔したが、カムストックが二人の戦績を自分のものとして主張していることに失望し、反乱を起こすことにした。

### その他
ソングバード（Songbird）
腕を持つ巨大な怪鳥型の機械兵（あるいはサイボーグ）。コロンビア市民からは「守護鳥」として敬われ、同時に怖れられてもいる。
コロンビア中央の塔に幽閉されていたエリザベスの監視役。塔の中で育ったエリザベスにとっては、置かれた環境への疑問を覚える前には唯一の話し相手であり、束縛する力の権化として忌み嫌われている現在においても、彼女の危機に馳せ参じて敵を無慈悲に破壊する守護者的な振る舞いを見せる。当然、彼女を連れ去ろうとするブッカーは仇敵だと判断している。
『ケージ』というキーワードが謎とされていたが、ラストの最終決戦において、CAGEのスペルが音階「ド・ラ・ソ・ミ」であることが判明し、ソングバードを笛で操れるようになる。

## 武器
今作においては、武器は一度に二つしか持ち歩くことができず、新しい武器は現在装備しているものと交換する形で拾得する。また、自動販売機でアップグレードでき、アップグレードは一度武器を交換した後も継続して適用される。

### ファウンダーズ系
主としてカムストック率いる保守勢力が所持する武器。
ゲーム全般に渡って登場するため、銃及び弾の入手は比較的容易。ヴォックス・ポピュライの兵士達も所持している。
ピストル
弾倉サイズ並びに所持弾数共に多く、なにより 全チャプターで入手出来るので安定した運用が可能。
威力は低いがクリティカル時の倍率が高めなので、精度に自信があれば主力としての強化も視野に入る。
シーズンパスを購入することでダメージブーストI装備済み、および外見が金色に塗装された状態となる。
マシンガン
フルオートタイプの銃で一発あたりの威力はピストルより低い。
これもほとんどのチャプターで敵が所持しているため、入手も弾の確保も容易。
精度強化も魅力的だが、瞬間火力が低いため高難易度では敵の波に押されやすい。
シーズンパスを購入することでダメージブーストI装備済み、および外見が金色に塗装された状態となる。
ショットガン
近距離の敵をまとめてふっとばす散弾銃。弾倉サイズの少なさとリロードの長さがネックだが威力は折り紙付き。
リロード時間はアップグレードで解消する。Lv2チャージと合わせれば接近戦でより活躍が見込める。
なお、予約特典のコードを使用するとダメージブーストI装備済み、および武器に専用のマーキングが施された「カムストックチャイナブルーム仕様」に変化する。
カービン銃
セミオートのライフル銃。アイアンサイトを覗けば遠距離のヘッドショットも狙いやすい。
威力がピストルの3倍近くあるので、ゲーム中で一貫して汎用性が高い単発銃。
スナイパーライフル
スコープ付きのボルトアクション狙撃銃。遠距離から安全に仕留めたい時に向いているが、中・近距離でも威力は変わらない。
腰だめ状態でも高い精度で扱いやすいことを利用し、これとビガーを合わせて突撃する戦法もあるが、近距離戦で運用するならば連射ブーストは必須とされる。
ハンドキャノン
マグナムリボルバー。拳銃に似た形状だが、スナイパーライフルに匹敵する単発威力を持つ。
リロード短縮強化により接近戦での継戦能力が大幅に改善される。
ボレーガン
曲線を描いて着弾するグレネードランチャー。
RPGに比べ威力と射程は劣るが、弾倉サイズ及び所持弾数に勝る。
近～中距離での対集団に威力を発揮する。
RPG
いわゆるロケットランチャー。
着弾地点周辺を炎上させる効果がある。
必殺の威力を持つが、無強化だと弾速がかなり遅いため、敵に逃げられやすい。

### ヴォックス・ポピュライ系
デイジー・フィッツロイ率いる反乱勢力が所持している武器。
ストーリー中盤以降に出現し始めるが、配置場所と所持している敵がないため入手が難しい。
全体的にファウンダーズ系の武器に比べ尖った性能のものが多い。
リピーター
マシンガンタイプの銃。
通常のマシンガンの倍以上に威力が向上している代わりに、発射レートが低く弾倉サイズも少ない。
所持している敵が少ないため、一度手放すと再入手が難しい。
ヒーター
単発式の散弾銃。敵に命中させると燃え上がり追加ダメージが入る。
RPGを凌ぐ威力を持つが、反動が大きくリロードも長い。
バーストガン
3点バーストのライフル銃。
マシンガンとカービン銃の中間に位置するような性能で、一発あたりの威力はピストルと同じ。
AIM時の倍率はカービン銃よりも高いが、無強化だと反動が強く使い物にならない。
しかし、強化しても長距離では弾がバラけるので、近～中距離で腰だめのまま相手の弱点を狙う方が良い。
3点バーストという仕様上、所持弾数が少ない今作では弾薬効率も悪い。
ヘイルファイア
弾がバウンドするグレネードランチャー。
ボレーガンより若干威力が高いが、バウンドする方向が掴みづらい。

### その他
クランクガン
パトリオット撃破時にランダムに落ちるガトリングガン。
ほぼ使い切りの武器なので、すぐに周辺の敵の掃討に使用するのが有効な使い方である。
スカイフック
強力な磁力により、スカイラインを移動できる装備。前作までのレンチ・ドリルに相当する近接武器を兼ね、とどめを刺す際に近接攻撃ボタンを長押しすると特殊なキルムーブになる。
これ自体は強化できないが、近接戦闘時に発動するギアとの組み合わせによっては思わぬ効果を発揮することがある。
ちなみにビガーのチャージも、スカイフックによる近接攻撃に分類される。
ギア
様々なオプションがついた衣服型の装備品で、ランドセルのような鞄に入った状態で見つかる。最大4つまで装備可能。
帽子などのヘッド系、ベストやジャケットなどのトップス系、ズボンなどのボトムス系、ブーツなどのシューズ系に分かれている。基本的に同じタイプのものは一つしか装備出来ない。

## ビガー
本作におけるプラスミドにあたる存在。様々な超能力を発現させて、それをソルト（いわゆるMP）のある限り発動させることができる。
コーラ瓶に似たボトルに入っており、成分によって中身の色は異なる。発動するにはEVE注入器に該当するソルトと呼ばれる飲み物が必要であり、これらは香水瓶に似た水色のボトルに入っている。また、自動販売機でアップグレードできる。
ビガーの取り逃しを防ぐために複数用意されている場合があり、一度入手した「ビガーの瓶」を見つけた場合は、ソルトとして代用可能である。
高難易度になるほど、武器だけでは太刀打ちできなくなり弾薬も不足してしまうため、ビガーにより敵を減らしたり足止めしながら戦う必要性がある。
ポゼッション
主人公が最初に手に入れるビガーで、前作までの「ハッキング」および「催眠」系のプラスミドにあたる。薔薇を象った栓をしたピンク色のボトルに入っている。
発動すると緑色の幽霊の様な影が出現し、自動販売機からコインを入手出来たり、値段が安くなったりする。
戦闘時はパトリオットや対空砲などに使用することで味方につける事が可能。アップグレードによって人間にも効果が出る。 ただし、「ハッキング」と異なり効果時間が存在し効果が切れると再度敵対、人間の場合は自害する。
デビルズ・キス
「インフェルノ」にあたるビガー。悪魔を象った栓をした赤色のボトルに入っている。
発動すると敵に火炎攻撃を仕掛けたり、溶岩型の爆弾を使用出来る。
バッキング・ブロンコ
「テレキネシス」にあたるビガー。馬を象った栓をした黄色のボトルに入っている。
発動すると敵を空中に浮かせて動きを封じる。宙に浮いている間は与えるダメージが増加する。
ショック・ジョッキー
「エレクトロボルト」にあたるビガー。乗馬の騎手を象った栓をした黄色のボトルに入っている。
発動すると敵に電撃を浴びせたり、水晶の様な電流トラップを仕掛けられる他、乗り物を動かしたり、球体状のスイッチに使用すれば鍵の解除も出来る。
マーダー・オブ・クロウ
「ホーネット」にあたるビガー。カラスを象った栓をした黒色のボトルに入っている。
発動するとカラスの群れを召喚して敵に襲わせたり、巣型のトラップを仕掛けることが出来る。機械系の敵など一部の敵には効果がない。
チャージ
『BioShock2』のドリルダッシュにあたるビガー。山羊の頭の形をした青緑色のボトルに入っている。
発動するとチャージが始まり、開放すると正面に突進して強力な近接攻撃を仕掛ける。
アンダートウ
蛸が巻きついた青色のボトルに入っている。前作に対応するプラスミドが存在しない。
発動すると敵に水しぶきを浴びせて押し流したり、タコの触手に似た鞭を出して遠距離の敵を引き寄せる。
リターン・トゥ・センダー
ギリシャ兵士を象った栓をした黄色のボトルに入っている。前作に対応するプラスミドが存在しない。
発動すると電撃をまとった防御シールドを出現させて攻撃を防ぎ、相手に撃ち返す事が出来る。

## インフュージョン
ステージには「インフュージョン」と呼ばれる瓶が隠されており、それを飲むことでステータスの一つを任意に伸ばすことが可能である。
高難易度では敵の攻撃が凄まじいため、「ソルト」「シールド」を優先的に増やし、「体力」を後回しにすることが推奨されている。
体力
プレイヤーの体力を増やすことができる。
シールド
身を守るシールドの上限を増やすことができる。
ソルト
ビガーの使用回数を増やすことができる。